# Produktionsplattform

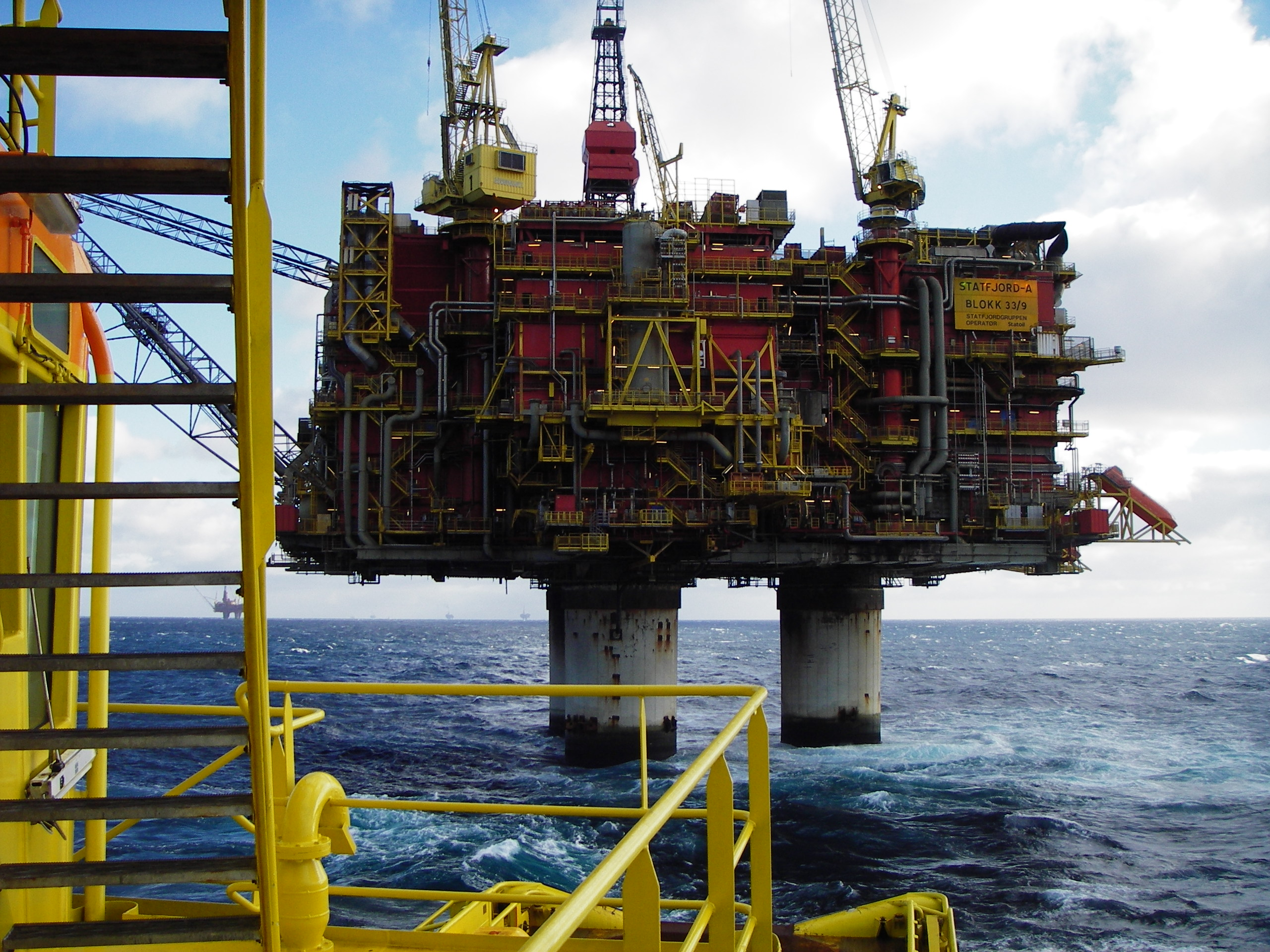
Produktionsplattformen Statfjord A på Statfjordsfältet i Nordsjön

En produktionsplattform är en flytande eller fastsatt plattform, medelst vilken tas upp olja eller naturgas.